# Tierra Buena
Tierra Buena é uma região censitária localizada no estado americano da Califórnia, no condado de Sutter.

## Demografia
Segundo o censo americano de 2000, a sua população era de 4587 habitantes.

## Geografia
De acordo com o United States Census Bureau tem uma área de 8,9 km², dos quais 8,9 km² cobertos por terra e 0,0 km² cobertos por água.

## Localidades na vizinhança
O diagrama seguinte representa as localidades num raio de 16 km ao redor de Tierra Buena.